# Амьель II де Бо
Амьель II де Бо (фр. Amiel II des Baux), называемый «бастардом де Бо» — сеньор Монтелонго,
внебрачный сын Жана Теодена де Бо, внук Амьеля I де Бо.
Часть жизни провел в Италии. Он упоминается уже в 1328 в составе армии в Кампании, вместе со своим дядей Бертраном и кузеном Жильбером де Бо де Мариньяном (ум. 1330). Под предлогом мести за убийство Роберта де Бо, четвёртого графа Авеллино (ум. 1354), он присоединился в 1356 к Роберту Дураццо и участвовал в войне, которую тот начал в Провансе против королевы Джованны. Союзники разграбили страну в компании Арно де Серволя, прозванного Архиереем; Амьель овладел замком Сен-Кана, принадлежавшим епископу Марселя. Впоследствии он вернулся в Италию, где король Карл III Дураццо в 1382 сделал его своим камергером, капитаном войск в замке и провинции Амальфи, и дал как фьеф навечно «своему верному рыцарю бастарду де Бо» замок Монтелонго в диоцезе Молизе. Потомства не оставил.